# Прямая бочка

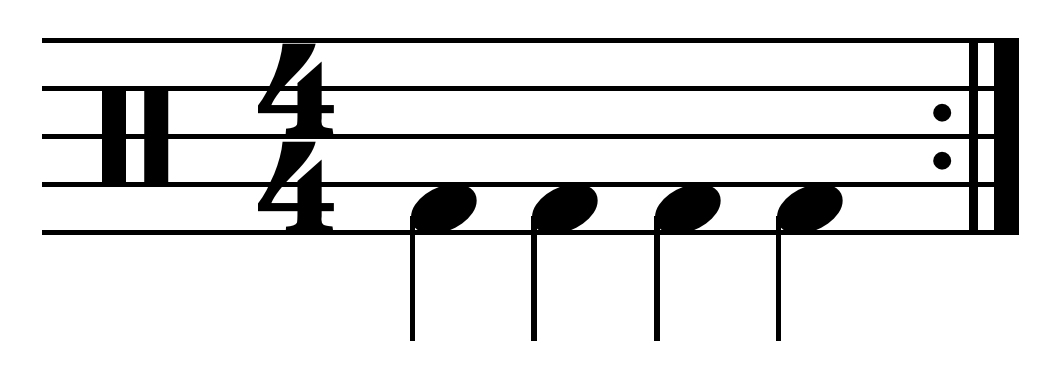
«Прямая бочка» в музыкальной нотации

Прямая бочка (также four-on-the-floor) — разновидность партий ударных инструментов, когда удар в большой барабан («бочку») звучит на каждую долю. Преимущество прямой бочки в том, что она позволяет придать прыжковую ритмичность композиции (в то время как другие вариации используются в парном танце, или же вообще вне танцевальной музыки).
Практически не применялась до изобретения  в 1970-х годах евродиско, основным отличием которого была его энергичность и отсутствие синкопированности и в отличие от ритм-н-блюза:
Главная проблема с американским ритм-н-блюзом до появления диско состояла в том, что необходимо было быть хорошим танцором, чтобы танцевать под эту музыку. Для большинства это было слишком сложно. И мы её упростили. Первым делом я спрямил басовую линию и сделал на ней максимальное ударение. Я думаю, что «Love to Love You, Baby» была первой песней, где большой барабан и бас на всем протяжении отбивали каждую долю: раз-два-три-четыре — и только.
Д. Мородер
В настоящее время применяется в большинстве разновидностей электронной танцевальной музыки.